# Йоганнес Гріммінгер
Йоганнес Гріммінгер (нім. Johannes Grimminger; 6 червня 1914, Швабський Гмюнд — 16 квітня 1945, Форст) — німецький офіцер, майор резерву вермахту (1 лютого 1945). Кавалер Лицарського хреста Залізного хреста з дубовим листям.

## Біографія
31 жовтня 1936 року вступив в  119-й піхотний полк, 27 жовтня 1938 року вийшов у відставку. В серпні 1939 року призваний в армію, фельдфебель і командир взводу 119-го піхотного полку 25-ї піхотної (з 15 листопада 1940 року — мотопіхотної) дивізії.  З січня 1940 року — ордонанс-офіцер свого полку. Учасник Французької кампанії, а з червня 1941 року — Німецько-радянської війни, командир взводу 6-ї роти, потім очолив всю роту. З квітня 1944 року — командир 25-го запасного польового батальйону, з яким воював в районі Мінська. Восени 1944 року був важко поранений. З жовтня 1944 року — командир 2-го батальйону 192-го моторизовного полку. В кінці листопада 1944 року важко поранений, після одужання повернувя до своїх обов'язків. З лютого 1945 року — командир 192-го моторизованого полку. Загинув у бою.

## Нагороди
- Залізний хрест
  - 2-го класу (29 травня 1940)
  - 1-го класу (23 червня 1940)
- Нагрудний знак «За поранення» в сріблі
- Штурмовий піхотний знак в бронзі
- Німецький хрест в золоті (29 січня 1942)
- Медаль «За зимову кампанію на Сході 1941/42»
- Лицарський хрест Залізного хреста з дубовим листям
  - лицарський хрест (23 серпня 1944)
  - дубове листя (№776; 11 березня 1945)
- Почесна застібка на орденську стрічку для Сухопутних військ (17 листопада 1944)
- Нагрудний знак ближнього бою в бронзі